# Jan Lambrecht
Jan Lambrecht, né le 23 avril 1926 à Wielsbeke et décédé le 4 mars 2023 à Louvain, est un prêtre catholique belge de la Compagnie de Jésus, professeur émérite du Nouveau Testament et Grec biblique à la Faculté de théologie de l'université catholique de Louvain, Belgique et un membre de la Commission biblique pontificale. En tant que théologien, érudit biblique, et auteur prolifique, il contribue à de nombreuses études sur presque tous les livres du Nouveau Testament, mais se concentre spécifiquement sur les Évangiles et les épîtres de Paul. Ses publications incluent des livres et des articles écrits en anglais, néerlandais et français.

## Enfance et éducation
Lambrecht nait à Wielsbeke le 23 avril 1926. Il rejoint la Compagnie de Jésus en 1945. Il reçoit une licence en Philosophie en 1952 à l'Université Radboud de Nimègue, et en 1960, en théologie de la faculté jésuite à Louvain. Il obtint également une licence en Histoire et langues orientales à l'Université catholique de Louvain (1959). En 1965, il obtient un doctorat en Écriture Sainte à l'Institut biblique pontifical à Rome.

## Carrière académique
Suivant son retour de Rome en 1965, Jan Lambrecht enseigne le Nouveau Testament à la Faculté Jésuite de Louvain. Mais en 1968, lorsque la Faculté de Théologie flamande (Faculteit Godgeleerdheid) est établie après que l'université catholique de Louvain se soit divisée en néerlandophones KU Leuven et en francophones UCLouvain, il rejoint la Faculté flamande nouvellement fondée. Il y demeure en tant que professeur du Nouveau Testament et grec biblique jusqu'à sa retraite en 1990. Entre 1985 et 1990, il sert en tant que doyen de la Faculté de théologie.
Après sa retraite de Louvain, il est un professeur invité à l'Institut biblique pontifical (1995-2000), au grand séminaire de Pretoria (2001-2003), à l'université Loyola de La Nouvelle-Orléans (2007-2009) et au Collège Le Moyne à Syracuse (2009-2010).
Lambrecht est aussi un membre de la Commission biblique pontificale pour deux termes (1985-1995), et fait partie du groupe qui prépare le document influent de la commission sur « L'Interprétation de la Bible dans l'Église ».

## Décès
Lambrecht meurt le 4 mars 2023, à l'âge de 96 ans.